# آنتونی ادواردز (بسکتبال)
آنتونی ادواردز (انگلیسی: Anthony Edwards؛ زادهٔ ۵ اوت ۲۰۰۱) مشهور به «اَنت‌مَـن» (انگلیسی: Ant-Man)، بازیکن بسکتبال اهل ایالات متحده آمریکا است.
او شوتینگ گارد تیم مینه‌سوتا تیمبرولوز در اتحادیه ملی بسکتبال است. آنتونی ادواردز در المپیک ۲۰۲۴ در تیم ملی بسکتبال آمریکا حضور داشت و موفق به دریافت مدال طلای المپیک شد.